# سيدريك جونز (لاعب كرة قدم أمريكية)
سيدريك جونز (بالإنجليزية: Cedric Jones)‏ هو لاعب كرة قدم أمريكية أمريكي، ولد في 1 يونيو 1960 في نورفولك في الولايات المتحدة.

## وصلات خارجية
- سيدريك جونز (لاعب كرة قدم أمريكية) على موقع مرجع كرة القدم المحترفة.كوم (الإنجليزية)